# Steam
Steam este o platformă globală de distribuție digitală a jocurilor video pentru Windows, Linux și MacOS dezvoltată de Valve Corporation. Aceasta permite utlizatorilor să cumpere și să joace jocurile pe calculator. În octombrie 2012, Valve a extins serviciul, incluzând și software pe lângă jocuri. Deși inițial dezvoltat pentru utilizarea pe Microsoft Windows, clientul s-a extins pentru a include OS X și versiuni Linux și clienții cu funcționalitate limitată pe consola Xbox 360 și PlayStation 3 și pentru dispozitive mobile Windows Phone, Android și iOS. Valve a construit, de asemenea, SteamOS, un sistem de operare bazat pe Linux, construit în jurul clientul Steam proiectat pentru linia sa de microconsole Steam Machine și orice calculator personal ce îndeplinește specificațile minime.